# Horst Held
Horst Held (* 25. Mai 1933; † 18. Januar 2016) war ein deutscher Fechtmeister und Bundestrainer.

## Leben
Horst Held war nach mehreren Trainerstationen vor allem im süddeutschen Raum 1969 zum Fecht-Club Tauberbischofsheim gekommen. Dort trainierte er unter anderen erfolgreichen Fechtern bis 1971 den späteren Weltmeister im Degenfechten Alexander Pusch sowie bis 1976 unter anderem die spätere Olympiasiegerin im Florettfechten Sabine Bischoff. 1976 wechselte er als leitender Trainer in die Fechtabteilung des neu entstehenden Bundesleistungszentrums Nord in Hannover. Seine Schüler gewannen mehrere Deutsche Meistertitel und einen Weltcupsieg. Über viele Jahre war er Fechtmeister der Akademie der Fechtkunst Deutschlands e.V. Als Sportler war er wiederholt Deutscher Meister im Florettfechten in seiner Altersklasse.
Held war verheiratet.